# ジュリアーノ・ディ・ローマ
ジュリアーノ・ディ・ローマ（伊: Giuliano di Roma）は、イタリア共和国ラツィオ州フロジノーネ県にある、人口約2,300人の基礎自治体（コムーネ）。

## 地理

### 位置・広がり
フロジノーネ県の南西部に位置するコムーネ。県都フロジノーネから南南西へ12km、ラティーナから東北東へ32km、ローマから東南東へ77kmの距離にある。

#### 隣接コムーネ
隣接するコムーネは以下の通り。括弧内のLTはラティーナ県所属を示す。
- チェッカーノ
- マエンツァ (LT)
- パトリカ
- プロッセーディ (LT)
- スピーノ
- ヴィッラ・サント・ステーファノ

### 気候分類・地震分類
ジュリアーノ・ディ・ローマにおけるイタリアの気候分類 (it) および度日は、zona D, 1822 GGである。
また、イタリアの地震リスク階級 (it) では、zona 2B (sismicità media) に分類される。

## 行政
- 山岳共同体 "Monti Lepini" に属する